# Hämeen härkätie
Hämeen Härkätie (Volovska cesta Tavastia) je starodavna cesta na Finskem, ki povezuje Turku na ožjem Finskem s Hämeenlinno na ožjem delu Tavastije. 162 kilometrov dolga cesta je bila v uporabi najkasneje v 9. stoletju in na mnogih delih je v uporabi že od takrat. Danes ima finska državna cesta 10 isti namen kot povezava med Turkujem in Hämeenlinno, vendar sledi prvotni poti le blizu Turkuja.

## Zgodovina
Cesta Hämeen Härkätie povezuje dve večji poselitveni območji železne dobe na Finskem, dolino reke Aurajoki in regijo jezera Vanaja v Hämeju. Regija Vanaja je bila v prazgodovini eno glavnih območij na Finskem za pridobivanje izdelkov za izvoz, kot so krzna in kože. Dolina reke Aurajoki je bila regija, kjer je ta izvoz šel skozi Baltsko morje.
Cesta je bila skupna ustanova več starodavnih župnij v zahodni Finski. Cesta poteka skozi dve starodavni provinci, Lieto v Turkuju in starodavno Vanajo v Hämeju, kar je verjetno zahtevalo nekakšen dogovor o pravicah do tranzita. Cesta je bila verjetno uporabljena tudi za povezovanje drugih prazgodovinskih provinc.

## Etimologija
Izvor izraza Hämeen härkätie - volovska cesta v Tavastiji ni znan. Izraz se pojavlja predvsem v Hämeju na skrajnem koncu ceste v ljudski poeziji obcestnih župnij. Ljudska poezija na samem Finskem izključuje izraz 'volovska cesta' z nekaterimi izjemami v okolju zaliva Halikonlahti v današnjem Salu. Zaliv Halikonlahti je tradicionalno veljal za starodavno pristanišče Tavastijcev.

## Potek
Prvi znani opis trase ceste je podal Jaakko Teitti leta 1556. Takrat je bila cesta dolga 162 kilometrov, pot pa se je začela iz doline reke Aure in nadaljevala preko vasi Lieto, Tarvasjoki, Marttila, Koski, Somero, Tammelan Letku, Tammelan Porras in Renko, ki nadaljujejo skozi redko poseljeno gorovje Tammele do gradu Häme. V zimskem času so bile uporabljene zimske ceste, trasa ceste pa se je nekoliko spreminjala. Potovanje od Turkuja do Hämeja je trajalo približno 4–6 dni. Leta 1938 je bila pot označena kot finska državna cesta 10, leta 1962 pa je bila zgrajena nova cesta z drugačno traso, ki je nadomestila Hämeen Härkätie kot novo cesto 10. Pot je trenutno raztresena med številnimi regionalnimi cestami, zasebnimi cestami in ulicami. Deli so označeni kot slikovite poti za turistične namene.

## Galerija
- Znak
- Lieto
- Koski Tl.
- Kultela